# حسن بن زید بن حسن
حسن بن زید بن حسن بن علی (ع) (۸۳ ه‍.ق – ۱۶۸ ه‍.ق)، از مشاهیر بنی‌هاشم در قرن دوم است. وی از فرزندان زید بن حسن (فرزند ارشد حسن مجتبی) بود. او بین سال‌های ۱۵۰ تا ۱۵۵ هجری قمری از طرف منصور عباسی حاکم مدینه بود. رخدادهای منتسب به او همچون کمک به عباسیان در آتش‌زدن خانهٔ جعفر صادق و کمک به دستگیری فرزندان حسن مثنی در چشم اهل تشیع مانده‌است. نسبت‌های وی، مدنی و هاشمی، و کنیه‌اش ابومحمد بود.

## خانواده

### پدر و مادر
پدر وی زید بن حسن، فرزند ارشد حسن مجتبی بود که مدتی متولی صدقات پیامبر اکرم(ص) بود. مادر وی کنیزی به نام زُجاجه بود که به رَقرَق شهرت یافت.

### فرزندان
ابن حجر عسقلانی سیده نفیسه را -که مدفنش در مصر است- دختر حسن بن زید دانسته است. ابن‌سعد و طبری از نُه پسرِ حسن بن زید نام برده‌اند؛ اما به‌گفته ابن عنبه و عباس قمی، از وی هفت پسر باقی ماند. حسن بن زید دختری به نام امّ کلثوم نیز داشت که به همسری ابوالعباس سفاح، (اولین خلیفهٔ عباسی)، درآمد. نسل زید بن حسن بن علی فقط با پسرش، حسن، ادامه یافت.

#### پسران حسن بن زید
1. قاسم (ابومحمد قاسم)داعی صغیر از نوادگان اوست.
2. علی (ابوالحسن علی)عبدالعظیم حسنی نوهٔ اوست.
3. اسماعیل (ابو محمد اسماعیل)داعی کبیر نتیجهٔ اوست.
4. ابراهیم (ابو اسحاق ابراهیم)
5. زید (ابو طاهر زید)
6. اسحاق (ابوالحسن اسحاق کوکبی)
7. عبدالله (ابو زید عبدالله)
8. محمد
9. عیسی

#### دختران حسن بن زید
1. ام کلثوم
2. سیده نفیسه (نفیسه خاتون)

## آتش‌زدن خانه جعفر صادق
روایتی وجود دارد که هنگامی که حسن، والی مدینه و مکه بود، به دستور منصور عباسی، خانهٔ جعفر صادق را سوزاند. ولی این ماجرا مخدوش بنظر می‌رسد، چرا که جعفر صادق در سال ۱۴۸ قمری درگذشت و او از سال ۱۵۰ تا ۱۵۵ قمری بر مکه و مدینه حکم می‌راند.

## درگذشت
حسن بن زید در سال ۱۶۸ قمری به همراه مهدی عباسی عازم مکه شد، ولی در حاجر (۸ کیلومتری مدینه) درگذشت و در همان‌جا به خاک سپرده شد. وی در هنگام مرگ، ۸۵ سال سن داشت.